# Lista zawodowych mistrzów Europy wagi superśredniej w boksie
Pojedynki o mistrzostwo Europy (EBU) w kategorii superśredniej są rozgrywane od 1990 r. W pierwszym zawodowym pojedynku o pas mistrzowski zmierzyli się Mauro Galvano oraz Mark Kaylor. Gaalvano zwyciężył jednogłośnie na punkty, zostając pierwszym w historii kategorii mistrzem Europy. 

## Rekordy
Najwięcej obron tytułu: Danilo Häußler (6)
Najwięcej obron tytułu (Państwo): Niemcy (8)
Najwięcej zdobytych tytułów (Państwo): Wielka Brytania, Włochy, Francja (5)
| Mistrz               | Data zdobycia tytułu | Data utraty tytułu   | Obrony tytułu |
| -------------------- | -------------------- | -------------------- | ------------- |
| Mauro Galvano        | 30 marca 1990        | 1990 (wakat)         | 0             |
| James Cook           | 10 marca 1991        | 3 kwietnia 1992      | 2             |
| Frank Nicotra        | 3 kwietnia 1992      | 1992 (wakat)         | 1             |
| Vincenzo Nardiello   | 16 grudnia 1992      | 17 marca 1993        | 0             |
| Ray Close            | 17 marca 1993        | 1993 (wakat)         | 0             |
| Vincenzo Nardiello   | 26 listopada 1993    | 11 czerwca 1994      | 0             |
| Frederic Seillier    | 11 czerwca 1994      | 1996 (wakat)         | 0             |
| Andriej Szalikow     | 15 marca 1997        | 1997 (wakat)         | 0             |
| Dean Francis         | 19 grudnia 1997      | 1998 (wakat)         | 0             |
| Bruno Girard         | 10 kwietnia 1999     | 2000 (wakat)         | 1             |
| Andriej Szalikow     | 16 września 2000     | 27 stycznia 2001     | 0             |
| Danilo Häußler       | 27 stycznia 2001     | 4 października 2003  | 6             |
| Mads Larsen          | 4 października 2003  | 2004 (wakat)         | 0             |
| Rudy Markussen       | 24 lipca 2004        | 2005 (wakat)         | 0             |
| Witalij Tsypko       | 16 lipca 2005        | 18 listopada 2005    | 0             |
| Jackson Chanet       | 18 listopada 2005    | 14 kwietnia 2006     | 0             |
| Mger Mykyrtczian     | 14 kwietnia 2006     | 12 października 2006 | 0             |
| David Gogiya         | 12 października 2006 | 1 czerwca 2007       | 1             |
| Cristian Sanavia     | 1 czerwca 2007       | 12 kwietnia 2008     | 1             |
| Karo Murat           | 12 kwietnia 2008     | 2009 (wakat)         | 2             |
| Brian Magee          | 30 stycznia 2010     | 2011 (wakat)         | 1             |
| Piotr Wilczewski     | 4 marca 2011         | 15 października 2011 | 0             |
| James DeGale         | 15 października 2011 | 2013 (wakat)         | 2             |
| Christopher Rebrasse | 22 marca 2014        | 20 września 2014     | 0             |
| George Groves        | 20 września 2014     | 2014 (wakat)         | 0             |
| Hadillah Mohoumadi   | 29 maja 2015         | Nadal                |               |